# Loch of the Lowes (Scottish Borders)
Loch of the Lowes ist ein Süßwassersee in den schottischen Lowlands. Der See liegt in der Unitary Authority Scottish Borders zwischen den Orten Selkirk und Moffat etwa 72 km südlich von Edinburgh. 
Loch of the Lowes hat eine weitgehend rechteckige Form. Er ist circa 1,5 km lang und 400 m breit. Die größte Tiefe beträgt etwa 18 m. Der See erhält Wasser aus zahlreichen Bächen, namentlich Little Yarrow, Riskinhope Burn, Thirlestone Burn und Chapelhope Burn. Im Norden entwässert Loch of the Lowes über einen nur etwa 150 m langen Zufluss in den unmittelbar nördlich liegenden St Mary’s Loch, dessen Wasserspiegel nur um etwa 30 cm unter dem von Loch of the Lowes liegt. Das Westufer des Sees ist über die gut ausgebaute A708 (siehe Yarrow Stone) sowohl von Selkirk als auch von Moffat aus leicht zu erreichen, das Ostufer wird von keiner Straße erschlossen.